# Nam Định
Nam Định (pronunciaciónⓘ) es una ciudad ubicada en el delta del río Rojo en el norte de Vietnam. Es la capital de la provincia de Nam Định. La ciudad de Nam Định se encuentra a 90 km al sureste de la capital de Vietnam, Hanói. Del 18 al 20 de agosto de cada año, se celebra un festival en Nam Định llamado Cố Trạch. Esta celebración rinde homenaje al general Trần Hưng Đạo, un héroe nacional del siglo XIII que llevó a las fuerzas vietnamitas a la victoria sobre los invasores mongoles. Nam Định (en realidad, el pueblo de Trà Lũ) es también el lugar de nacimiento del santo fraile dominico vietnamita Vicente Liem de la Paz, canonizado por el papa Juan Pablo II el 19 de junio de 1988 24 de noviembre, el cual se festeja cada 24 de noviembre.

## Deportes
Nam Định tiene dos instalaciones deportivas, el estadio Thiên Trường (anteriormente estadio Cuối) y el estadio cubierto Trần Quốc Toản, que albergan partidos de fútbol y voleibol. Ambos centros deportivos están ubicados en la calle Hùng Vương.

## Clima
| Parámetros climáticos promedio de Nam Định                                                       | Parámetros climáticos promedio de Nam Định | Parámetros climáticos promedio de Nam Định | Parámetros climáticos promedio de Nam Định | Parámetros climáticos promedio de Nam Định | Parámetros climáticos promedio de Nam Định | Parámetros climáticos promedio de Nam Định | Parámetros climáticos promedio de Nam Định | Parámetros climáticos promedio de Nam Định | Parámetros climáticos promedio de Nam Định | Parámetros climáticos promedio de Nam Định | Parámetros climáticos promedio de Nam Định | Parámetros climáticos promedio de Nam Định | Parámetros climáticos promedio de Nam Định |
| Mes                                                                                              | Ene.                                       | Feb.                                       | Mar.                                       | Abr.                                       | May.                                       | Jun.                                       | Jul.                                       | Ago.                                       | Sep.                                       | Oct.                                       | Nov.                                       | Dic.                                       | Anual                                      |
| ------------------------------------------------------------------------------------------------ | ------------------------------------------ | ------------------------------------------ | ------------------------------------------ | ------------------------------------------ | ------------------------------------------ | ------------------------------------------ | ------------------------------------------ | ------------------------------------------ | ------------------------------------------ | ------------------------------------------ | ------------------------------------------ | ------------------------------------------ | ------------------------------------------ |
| Temp. máx. abs. (°C)                                                                             | 32.3                                       | 35.2                                       | 36.7                                       | 38.3                                       | 39.5                                       | 40.1                                       | 39.4                                       | 37.6                                       | 35.8                                       | 36.4                                       | 34.4                                       | 31.3                                       | 40.1                                       |
| Temp. máx. media (°C)                                                                            | 19.6                                       | 19.7                                       | 22.3                                       | 26.6                                       | 31.0                                       | 32.6                                       | 32.9                                       | 31.8                                       | 30.5                                       | 28.2                                       | 25.0                                       | 21.8                                       | 26.8                                       |
| Temp. media (°C)                                                                                 | 16.4                                       | 17.0                                       | 19.6                                       | 23.5                                       | 27.2                                       | 28.8                                       | 29.3                                       | 28.6                                       | 27.3                                       | 24.7                                       | 21.4                                       | 18.1                                       | 23.5                                       |
| Temp. mín. media (°C)                                                                            | 14.4                                       | 15.3                                       | 17.9                                       | 21.5                                       | 24.6                                       | 26.2                                       | 26.7                                       | 26.1                                       | 25.0                                       | 22.2                                       | 18.8                                       | 15.6                                       | 21.2                                       |
| Temp. mín. abs. (°C)                                                                             | 4.6                                        | 5.3                                        | 6.4                                        | 12.1                                       | 17.2                                       | 19.2                                       | 21.3                                       | 22.3                                       | 16.7                                       | 13.3                                       | 6.7                                        | 5.1                                        | 4.6                                        |
| Precipitación total (mm)                                                                         | 24                                         | 29                                         | 49                                         | 93                                         | 177                                        | 206                                        | 230                                        | 296                                        | 323                                        | 226                                        | 62                                         | 28                                         | 1743                                       |
| Días de precipitaciones (≥ 1 mm)                                                                 | 9.3                                        | 13.1                                       | 16.3                                       | 13.4                                       | 12.1                                       | 12.9                                       | 12.4                                       | 15.4                                       | 14.5                                       | 11.9                                       | 7.1                                        | 5.6                                        | 143.9                                      |
| Horas de sol                                                                                     | 74                                         | 42                                         | 44                                         | 94                                         | 191                                        | 183                                        | 209                                        | 175                                        | 175                                        | 169                                        | 139                                        | 124                                        | 1619                                       |
| Humedad relativa (%)                                                                             | 85.2                                       | 88.1                                       | 90.3                                       | 89.4                                       | 85.1                                       | 83.2                                       | 81.9                                       | 85.4                                       | 85.6                                       | 83.8                                       | 82.3                                       | 82.5                                       | 85.2                                       |
| Fuente: Instituto para la Ciencia y Tecnología de la Construcción de Vietnam 31 de julio de 2018 |                                            |                                            |                                            |                                            |                                            |                                            |                                            |                                            |                                            |                                            |                                            |                                            |                                            |